# Marinus (Mondkrater)
Marinus ist ein Einschlagkrater am südöstlichen Rand der Mondvorderseite, nördlich des Kraters Oken und südwestlich von Harlan.
Der Krater ist mäßig erodiert, das Innere eben.
Der südliche Rand wird von dem Nebenkrater Marinus G überlagert, am westlichen bzw. nordwestlichen Rand schließen unmittelbar die fast gleich großen Nebenkrater B bzw. R an.
| Buchstabe | Position            | Durchmesser         | Link                |
| --------- | ------------------- | ------------------- | ------------------- |
| A         | 39,94° S, 73,23° O  | 27 km               |                     |
| B         | 39,67° S, 74,62° O  | 58 km               |                     |
| C         | 38,07° S, 73,4° O   | 37 km               |                     |
| D         | Umbenannt in Harlan | Umbenannt in Harlan | Umbenannt in Harlan |
| E         | 36,28° S, 76,79° O  | 18 km               |                     |
| F         | 41,43° S, 74,85° O  | 19 km               |                     |
| G         | 40,45° S, 76,57° O  | 24 km               |                     |
| H         | 40,19° S, 77,66° O  | 16 km               |                     |
| J         | 39,61° S, 70,89° O  | 11 km               |                     |
| M         | 37,41° S, 80,81° O  | 28 km               |                     |
| N         | 37,54° S, 77,83° O  | 14 km               |                     |
| R         | 37,98° S, 75,46° O  | 44 km               |                     |

Der Krater wurde 1935 von der IAU nach dem phönizischen Geographen Marinos von Tyros offiziell benannt.